# Jules Massenet
Jules Émile Frédéric Massenet (Montaud kraj Saint-Étiennea, 12. svibnja 1842. – Pariz, 13. kolovoza 1912.), francuski skladatelj
Bio je profesor pariškoga Konzervatorija. Prije svega je operni skladatelj i nadovezuje se na tip francuske velike opere, te u svojim djelima stvara intimne lirske drame sa sentimentalnim prizvukom i psihološki uvjerljivim likovima. Skladao je i orkestralna djela, balete, oratorije ("Marija Magdalena"), cikluse solo-pjesama ("Aprilska poema"), crkvenu glazbu ("Requiem"). Isto tako autor je i opere ("Don Quijote") koja je premijerno izvedena u Operi Monte Carla 24. veljače 1910. godine.

## Životopis
Massenet je rođen u Montaudu, tada malom selu, a danas dijelu grada Saint-Étienna. Kada je imao jedanaest godina njegova obitelj se preselila u Pariz, tako da je mogao studirati na Konzervatoriju. Godine 1862. osvojio je Rimsku nagradu (Grand Prix de Rome) i proveo je tri godine u Rimu. Njegova prva opera u jednom činu izvedena je u Opéra-Comique 1867., ali njegov dramatični oratorij Marie-Magdeleine pohvalili su i Čajkovskoi i Guneau.
Massenet je prekinuo sa skladanjem kako bi služio kao vojnik u francusko-pruskom ratu, ali se nakon završetka sukoba 1871. godine vratio umjetnosti. Od 1878. bio je profesor skladateljstva na Pariškom konzervatoriju. Najveći uspeh postigle su mu opere Manon (1884.), Werther (1892.) i Thaïs (1894.). Među kasnijim zapaženim operama ističu se Le jongleur de Notre-Dame (1902.) i Don Quichotte (Monte Karlo, 1910).
Pored opera, Massenet je skladao koncerte, baletsku glazbu, oratorije, kantate i oko dvjesto pjesama. Neka od njegovih nevokalnih ostvarenja postigla su široku popularnost i često se izvode: Méditation religieuse iz opere Thaïs, Aragonaise iz opere Le Cid i Élégie za solo klavir.

## Stvaralaštvo

### Opere
- La grand'tante - 1867.
- Don César de Bazan - 1872.
- Le roi de Lahore - 1877.
- Hérodiade - 1881.
- Manon - 1884.
- Le Cid - 1885.
- Esclarmonde - 1889.
- Le mage - 1891.
- Werther - 1892.
- Thaïs - 1894.
- Le portrait de Manon - 1894.
- La Navarraise - 1894.
- Sapho - 1897.
- Cendrillon - 1899.
- Grisélidis - 1901.
- Le jongleur de Notre-Dame - 1902.
- Chérubin - 1903.
- Ariane - 1906.
- Thérèse - 1907.
- Bacchus - 1909.
- Don Quichotte - 1910.
- Roma - 1912.
- Panurge - 1913.
- Cléopâtre - 1914.
- Amadis - 1922.

### Oratoriji i kantate
- David Rizzio - 1863.
- Marie-Magdeleine - 1873.
- Ève - 1875.
- Narcisse - 1877.
- La Vierge - 1880.
- Biblis - 1886.
- La Terre Promise - 1900.

### Baleti
- Le Carillon - 1892.
- Cigale - 1904.
- Espada - 1908.
- L'histoire de Manon (arr. Lejton Lukas)- 1974 .

### Orkestarska djela
- Première suite d'orchestre - 1867.
- Scènes hongroises - 1870.
- Scènes pittoresques - 1874.
- Scènes dramatiques - 1875.
- Scènes napolitaines - 1876.
- Scènes de féerie - 1881.
- Scènes alsaciennes - 1882.
- Fantaisie pour violoncelle et orchestre - 1897.
- Concerto pour piano et orchestre - 1903.